# 艾玛·拉撒路
艾玛·拉撒路（英語：Emma Lazarus，1849年7月22日—1887年11月19日），美国女诗人，出生于纽约，父亲是塞法迪犹太人。主要作品有《新巨人》。她也是一个乔治主义者。1887年病逝，死因可能是霍奇金淋巴瘤。哥伦比亚大学存有她生前写的信。

## 脚注
1. ↑   According to Vogel, the father's family was probably Sephardic.[1]